# Polyrhachis jianghuaensis
Polyrhachis jianghuaensis is een mierensoort uit de onderfamilie van de schubmieren (Formicinae). De wetenschappelijke naam van de soort is voor het eerst geldig gepubliceerd in 1991 door Wang & Wu.